# Попадић (презиме)
Попадић је српско презиме, настало од речи поп. Попадићи воде порекло из Херцеговине, а крајем 18. и почетком 19. века већина њих се одатле преселила, на просторе данашње Србије, Босне и Херцеговине, Хрватске и Црне Горе. Данас они живе у Србији (јужна Србија и Војводина), Црној Гори, Босни и Херцеговини (Херцеговина, планина Грмеч и уопште Република Српска). У Хрватској данас живи јако мали број Срба, а самим тим и Попадића. Попадићи углавном славе Светог Николу, и Светог Ђорђа (Ђурђевдан).